# Севинч бен Бури
Бахаэддин Севинч (Сувандж) бен Бури бен Тугтегин (ум. 1134) — сын правителя Дамаска Бури и внук эмира Тугтегина.

## Биография
Севинч был сыном правителя Дамаска Бури и внуком эмира Тугтегина. С. Рансимен и турецкий историк Дж. Альптекин полагали, что Севинч был сыном жены Бури, Зумурруд-хатун. У Севинча были братья Исмаил и Махмуд, рождённые Зумурруд-хатун, и два брата, Бахрам-шах и Мухаммед, рождённые его отцу неизвестными женщинами.
Во время правления отца Севинч был вали Хамы.
Атабек Алеппо и Мосула Имадеддин Занги попросил Бури помочь в джихаде против крестоносцев. Но целью Зенги было ослабить Дамаск, а затем атаковать. Бури получил от Занги клятву, что его людям не будет причинен вреда, и послал 500 всадников со своим сыном Севинчем. Занги приветствовал Севинча и хорошо его принял, но через три дня весь отряд Дамаска с Севинчем был арестован и заключен в цитадели Алеппо. Все имущество дамаскцев было разграблено. Ослабив Дамаск этим действием, Занги вторгся на земли Бури и 24 сентября 1130 года захватил Хаму. Бури просил Занги освободить Севинча и его людей. Тогда Занги потребовал выкуп в размере 50 000 динаров. В этот период к Занги перешел эмир Савар, служивший ещё Тугтегину. Охрана дамаскских пленников была поручена ему. То, что в руках Занги находился сын Бури, защищало Занги от любых набегов из Дамаска. Когда Занги пришлось поехать в Мосул, Севинча он повез с собой. В июле 1131 года в руки Бури попал арабский эмир Дубайс. Занги предложил освободить Севинча с его отрядом в обмен на Дубайса и 50 тысяч динаров, угрожая напасть на Дамаск в случае отказа. 1 ноября 1131 года ( 2 октября 1131) в Каре произошёл обмен.
6/7 июня 1132 года Бури умер, оставив наследником Исмаила. 6 февраля 1134 года на Исмаила было совершено покушение и он приказал убить всех подозреваемых. Севинча он велел арестовать и уморил голодом в тюрьме.